# Carla Hayden
Carla Diane Hayden (Tallahassee, 10 de agosto de 1952) é uma bibliotecária e professora estadunidense, sendo a 14ª Bibliotecária do Congresso, título concedido ao principal funcionário da Biblioteca do Congresso (LOC), a maior biblioteca do mundo. Desde a criação do cargo de Bibliotecária do Congresso em 1802, Hayden é a primeira afro-americana e a primeira mulher a ocupar esse cargo.
Nascida em Tallahassee, capital do estado da Flórida, Hayden começou sua carreira profissional na Biblioteca Pública de Chicago, eventualmente obtendo um doutorado em biblioteconomia pela Universidade de Chicago. Entre os anos de 1993 a 2016, ela foi presidente da Enoch Pratt Free Library em Baltimore, Maryland e presidente da American Library Association (ALA) de 2003 a 2004. Durante sua presidência, ela foi a voz principal da ALA ao se manifestar contra o recém-aprovado USA PATRIOT Act.
No ano de 2020, Hayden foi eleita para a American Philosophical Society.

## Biografia

### Primeiros anos e formação
Hayden nasceu em  Tallahassee, capital do estado da Flórida, filha de Bruce Kennard Hayden Jr., na época diretor do Departamento de Instrumentos Musicais da Universidade da Flórida em Tallahassee, e Colleen Hayden (nascida Dowling), uma assistente social. Seus pais se conheceram enquanto frequentavam a Universidade Millikin localizada em Decatur, no estado do Illinois. Hayden cresceu no Queens, Nova York. Quando ela tinha 10 anos, seus pais se divorciaram e ela se mudou com sua mãe para Chicago, no estado de Illinois. Hayden tinha um meio-irmão mais novo do segundo casamento de seu pai, chamado Bruce Kennard Hayden III, que morreu no ano de 1992.
A família materna de Hayden é oriunda de Helena, no estado de Arkansas. O lado paterno que acabou se estabelecendo em Illinois, foi escravizado, - fato que é narrado no livro, It's Good to Be Black, de autoria de Ruby Berkley Goodwin.
Hayden disse que sua paixão pela leitura foi inspirada por Bright April, de Marguerite de Angeli, livro de 1946 sobre uma jovem afro-americana que estava nos Brownies - guias de escoteiros comandado por garotas. Na South Shore High School de Chicago, Hayden interessou-se por livros sobre a história britânica e "mistérios aconchegantes". Iniciou seus estudos na MacMurray College em Jacksonville, em Illinois, e posteriormente foi transferida para a Roosevelt University.
Embora adorasse bibliotecas, ela não considerou isso como uma carreira até depois de se formar na Roosevelt University com especialização em ciência política e história africana no ano de 1973. Hayden recebeu seu mestrado em Biblioteconomia em 1977 e um doutorado na mesma área em 1987, ambos pela Universidade de Chicago.

## Carreira

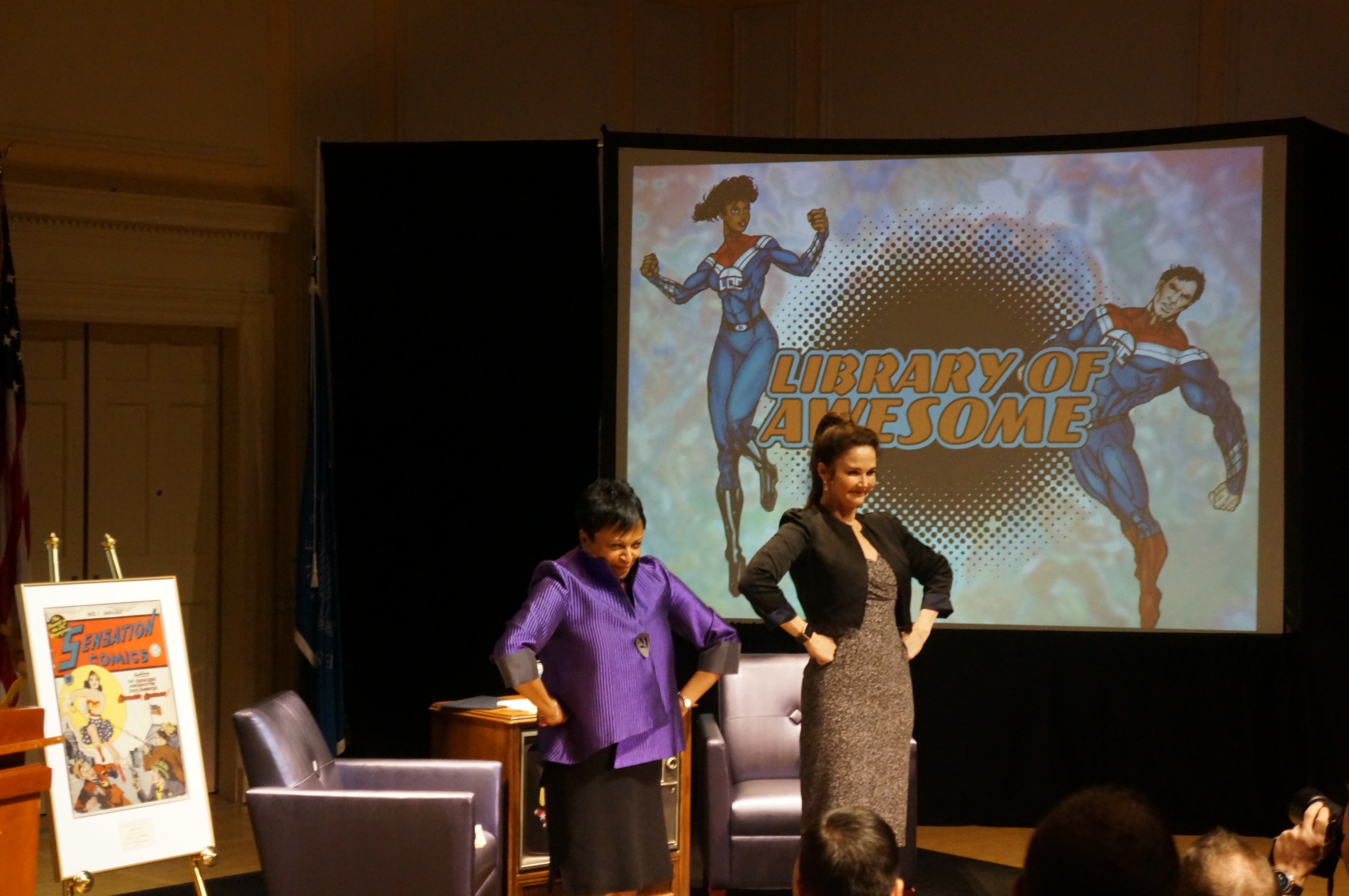
Hayden junto com a atriz Lynda Carter em evento na Biblioteca do Congresso.

Hayden iniciou sua carreira na Biblioteca Pública de Chicago contando histórias para crianças com autismo. Entre os anos de 1973 e 1979, trabalhou como bibliotecária na área infantil da biblioteca de Chicago e posteriormente, a partir de, 1979 desempenhou o cargo de coordenadora da área de literatura infanto-juvenil da biblioteca - função que desempenhou até 1982. Durante os anos de 1982 e 1987, atuou no Museu da Ciência e Indústria de Chicago como coordenadora da biblioteca da instituição.
Hayden mudou-se para Pittsburgh, onde foi professora associada, lecionando na Universidade de Pittsburgh  entre os anos de 1987 a 1991. Na época, bibliotecários afro-americanos conhecidos, E. J. Josey e Spencer Shaw, faziam parte do corpo docente de lá.
Então voltou para Chicago e tornou-se vice-comissária e bibliotecária-chefe da Biblioteca Pública de Chicago, cargos que ocupou de 1991 a 1993. Durante seu tempo trabalhando na Biblioteca Pública de Chicago, Hayden conheceu Michelle Obama e Barack Obama.
Entre os anos de 1993 a 2016, Hayden foi Diretor Executivo da Enoch Pratt Free Library localizada em Baltimore.

### Enoch Pratt Free Library
Em 1º de julho de 1993, Hayden começou o cargo de Diretora da Enoch Pratt Free Library, o sistema de bibliotecas públicas em Baltimore no estado de Maryland.
Durante seu mandato, Hayden supervisionou uma cooperativa de bibliotecas com 22 locais, centenas de funcionários e um orçamento anual de US$ 40 milhões. Ela também supervisionou a abertura da primeira nova filial em 35 anos, juntamente com a renovação da filial central da cooperativa, a um custo de US$ 112 milhões. Durante os protestos de 2015, pela morte de Freddie Gray, Hayden manteve as bibliotecas de Baltimore abertas, um ato pelo qual ela recebeu muitos elogios.
Quando questionada sobre o incidente em uma entrevista à revista Time em 2016, ela afirmou que a biblioteca se tornou uma espécie de centro de comando, pois muitas lojas da comunidade fecharam e que "sabíamos que [as pessoas] procurariam esse lugar de refúgio e alívio e oportunidade".  Ela deixou esta posição em 11 de agosto de 2016, quando foi nomeada para a Biblioteca do Congresso.

### Presidência daAmerican Library Association
Entre os anos de 2003 e 2004, Hayden atuou como presidente da American Library Association (ALA) onde escolheu o lema "equidade de acesso" para sua gestão.
Em seu papel como presidente da ALA, Hayden foi aberta em sua oposição pública ao Patriot Act, liderando uma batalha pela proteção da privacidade dos usuários da biblioteca. Ela se opôs especialmente às permissões especiais contidas na Seção 215 dessa lei, que dava ao Departamento de Justiça e ao Federal Bureau of Investigation (FBI) o poder de acessar os registros de usuários da biblioteca. Hayden muitas vezes brigava publicamente com os então diretores e políticos da pasta da Justiça e o procurador-geral John Ashcroft sobre a lei. Ashcroft muitas vezes ridicularizou a comunidade bibliotecária e afirmou que a ALA havia sido "enganada ao se opor às disposições da lei que torna mais fácil para os agentes do FBI vasculharem os registros da biblioteca".
Após a ofensiva de Ashcroft, a resposta de Hayden foi imediata, afirmando que a ALA estava "profundamente preocupada que o Procurador Geral fosse tão abertamente desdenhoso" (para a comunidade bibliotecária), ao mesmo tempo em que apontava que os bibliotecários haviam sido monitorados e estavam sob vigilância do FBI desde o Macarthismo. Hayden afirmou que Ashcroft deveria divulgar informações sobre o número de bibliotecas que foram visitadas de acordo com as disposições da Seção 215.
Como resultado de sua defesa dos direitos de privacidade aos visitantes de bibliotecas, ela se tornou a Mulher do Ano de 2003 da revista Ms. Em sua entrevista para a revista, ela afirmou:
| “ | As bibliotecas são uma pedra angular da democracia – onde a informação é gratuita e igualmente disponível para todos. As pessoas tendem a tomar isso como certo e não percebem o que está em jogo quando isso é colocado em risco. | ” |

Hayden complementou que:
| “ | [Bibliotecários] são ativistas, engajados no aspecto social da biblioteconomia. Agora somos lutadores pela liberdade" | ” |

Um programa pelo qual ela é notável é o programa de divulgação que ela começou na Enoch Pratt Free Library. Este programa de extensão incluiu um centro após o horário letivo para adolescentes de Baltimore, oferecendo assistência com lição de casa e aconselhamento universitário e de carreira. Por causa disso, Hayden recebeu o prêmio de bibliotecário do ano do Library Journal.
Em janeiro de 2010, o presidente Barack Obama anunciou sua intenção de nomear Hayden como membro do National Museum and Library Services Board e da National Foundation on the Arts and the Humanities.

### Biblioteca do Congresso
Em 24 de fevereiro de 2016, o presidente Barack Obama nomeou Hayden para servir como a próxima bibliotecária do Congresso, cargo máximo da Biblioteca do Congresso. Em um comunicado de imprensa da Casa Branca, o presidente Obama declarou:
| “ | Michelle e eu conhecemos Carla Hayden há muito tempo, desde seus dias de trabalho na Biblioteca Pública de Chicago, e tenho orgulho de indicá-la para liderar a instituição federal mais antiga do país como nossa 14ª Bibliotecária do Congresso. Hayden dedicou sua carreira a modernizar bibliotecas para que todos possam participar da cultura digital de hoje. Ela tem experiência comprovada, dedicação e profundo conhecimento das bibliotecas de nossa nação para servir bem ao nosso país e é por isso que estou ansioso para trabalhar com ela nos próximos meses. Se confirmado, Hayden seria a primeira mulher e a primeira afro-americana a ocupar o cargo – ambos atrasados. | ” |

Após sua indicação, mais de cento e quarenta organizações de bibliotecas, editoras, educacionais e acadêmicas assinaram uma carta de apoio. A carta dizia em parte que o Congresso tinha "uma oportunidade de equipar a Biblioteca e a nação com a combinação única de habilidades e sensibilidades profissionais que o Dr. Hayden trará para o cargo".

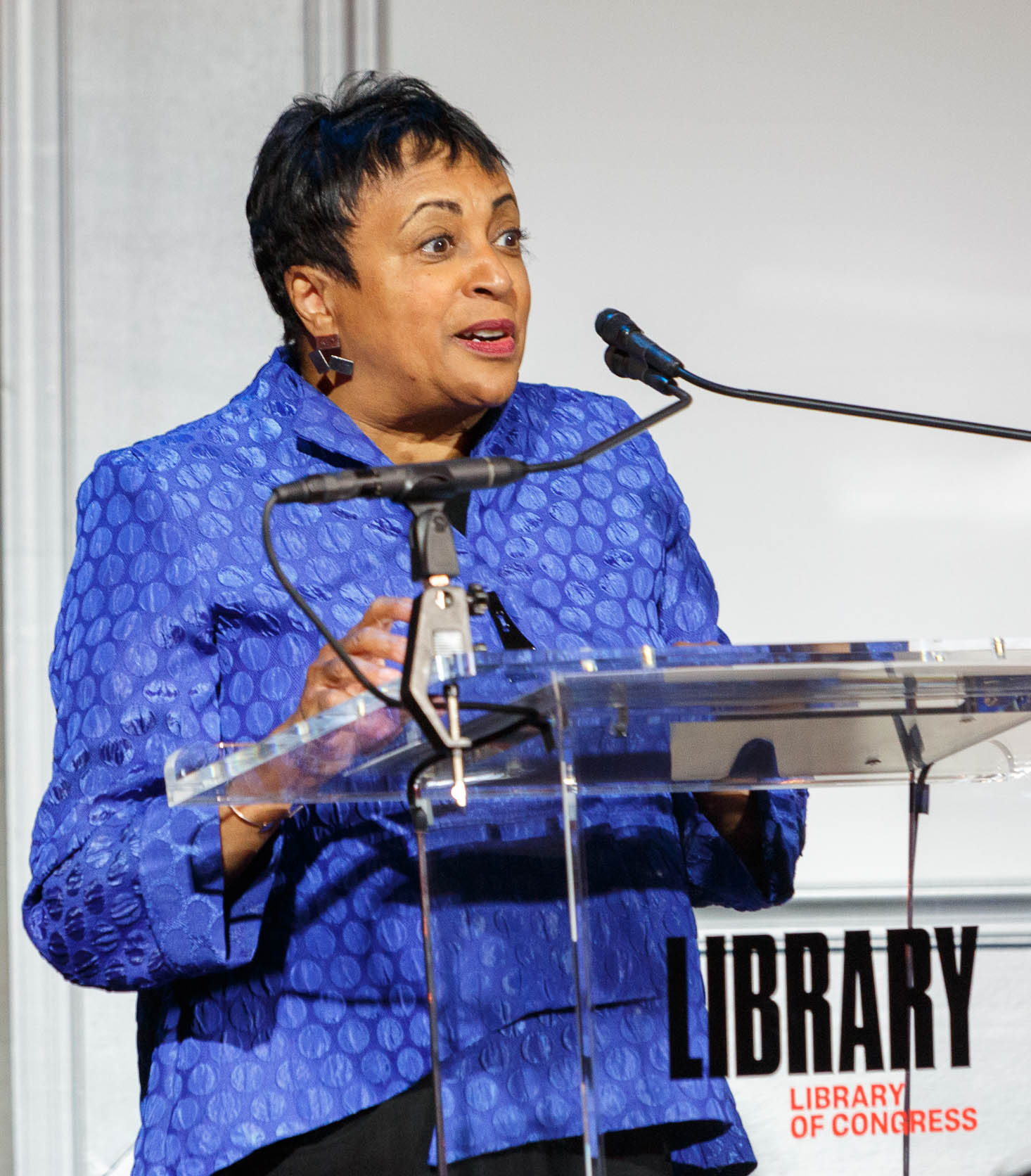
Hayden discursando em 2019.

A indicação foi recebida pelo Senado dos EUA e encaminhada ao Comitê de Regras e Administração.  Em 20 de abril de 2016, o Comitê de Regras e Administração, presidido pelo senador Roy Blunt com Charles Schumer como membro do comitê, realizou a audiência de confirmação. Hayden se opôs à Lei de Proteção à Internet das Crianças de 2000 (CIPA), que foi um ponto de discórdia em sua nomeação para se tornar Bibliotecária do Congresso.
Em 13 de julho de 2016, foi aprovada pelo Senado americano por 74 votos a 18 como nova Bibliotecária do Congresso. Hayden foi empossado pelo Chefe de Justiça dos Estados Unidos, John Roberts em 14 de setembro de 2016. Embora mais de oitenta por cento dos bibliotecários estadunidenses sejam mulheres, por mais de duzentos anos o cargo de bibliotecário do Congresso foi ocupado exclusivamente por homens brancos, tornando, Hayden a primeira mulher e o primeiro afro-americano a ocupar o cargo. E além do mais, Hayden é especificamente formada em biblioteconomia, enquanto muitos dos antigos bibliotecários do Congresso foram acadêmicos e historiadores.
Como Bibliotecária do Congresso, Hayden diz que espera continuar "o movimento para abrir o baú do tesouro que é a Biblioteca do Congresso". Hayden disse que muito de seu esforço inicial se concentrará na contratação e retenção de funcionários na biblioteca. Nos próximos cinco anos, Hayden também se concentrará em garantir que pelo menos metade dos 162 milhões de itens da biblioteca sejam digitalizados, especialmente coleções raras. Hayden espera que a biblioteca tenha apresentações e transmissões ao vivo e tenha exposições itinerantes em turnê pelo páis que se relacionem com a programação educacional para crianças em idade escolar.
Hayden aspira modernizar a instituição durante seu mandato, preservando a coleção e modernizando o acesso a ela, pois será a primeira Bibliotecária do Congresso nomeada "desde o advento da internet". Em um comunicado de imprensa do escritório da ALA em Washington, a presidente da ALA, Julie Todaro, disse: "Hayden tem uma profunda compreensão do papel integral que as bibliotecas desempenham na educação formal, na aprendizagem baseada na comunidade e na promoção de oportunidades individuais e progresso comunitário. Acredito que através de sua liderança visionária, a Biblioteca do Congresso em breve refletirá o ambiente de informação em rápida mudança da sociedade, preservando com sucesso o registro cultural dos Estados Unidos." Carl falou de seu desejo de alcançar pessoas fora de Washington, D.C., especialmente nas áreas rurais e em formatos acessíveis para pessoas com deficiência visual. Outro de seus principais objetivos é melhorar a infraestrutura e a "capacidade tecnológica" da Biblioteca do Congresso.
Em janeiro de 2017, Hayden recebeu Daliyah Marie Arana, de 4 anos, como Bibliotecária do Congresso do dia.

## Publicações

### Livros
- A Frontier of Librarianship: Services for Children in Museums, Chicago. Editora da Universidade de Chicago, 1987.[18]

### Artigos acadêmicos selecionados
- Hayden, C. D. (1991). Children and Computer Technology in American Libraries. Books by African-American authors and illustrators for children and young adults, 14.
- Hayden, C. D. (2003). ALA reaffirms core values, commitment to members. Newsletter On Intellectual Freedom, 52(6), 219.
- Hayden, C. D. (2003). Equity of Access—the Time Is Now. American Libraries, 34(7), 5.
- Hayden, C. D. (2003). ALA President's Message: Something for Everyone@ Your Library. American Libraries, 5–5.
- Hayden, C. D. (2003). ALA President's Message: What Are Libraries For?. American Libraries, 5–5.
- Hayden, C. D. (2004). ALA President's statement to Judiciary Committee. Newsletter On Intellectual Freedom, 53(1), 1–35.
- Hayden, C. D. (2004). ALA President's Message: The Equity Strule Must Continue. American Libraries, 5–5.
- Hayden, C. D. (2004). ALA President's Message: Libraries Matter Because People Believe in Them. American Libraries, 35(1), 5–5.
- Hayden, C. D. (2004). ALA President's Message: Advocacy from the Outside and from Within. American Libraries, 35(2), 5–5.
- Hayden, C. D. (2004). ALA President's Message: Reaching Out to the Underserved. American Libraries, 35(3), 5–5.
- Hayden, C. D. (2004). ALA President's Message: Building accessibility for all. American Libraries, 35(4), 5–5.
- Hayden, C. D. (2008). Free Is Our Middle Name. Unabashed Librarian, (146), 10–11.